# Élections législatives partielles au cours de la XIVe législature de la Cinquième République française
- UMP / LR
- UDI
- DVD
- PS
- PRG
- Élection partielle à venir

Circonscriptions ayant connu une élection partielle au cours de la XIVe législature et couleur politique du candidat élu :
UMP / LR
UDI
DVD
PS
PRG
Élection partielle à venir
> Bascule à droite

Vingt-deux élections législatives partielles ont eu lieu durant la XIVe législature de l'Assemblée nationale.
Dix-huit ont été remportées par l'opposition de droite et quatre par la majorité présidentielle de gauche, qui a ainsi perdu cinq sièges.

## Liste
| #  | Dates de l’élection     | Circonscription          | Député élu lors des élections législatives de 2012 | Parti | Parti | Député élu ou réélu lors des élections législatives partielles | Parti | Parti | Raison                                                                   |
| -- | ----------------------- | ------------------------ | -------------------------------------------------- | ----- | ----- | -------------------------------------------------------------- | ----- | ----- | ------------------------------------------------------------------------ |
| 1  | 9 et 16 décembre 2012   | 1re du Val-de-Marne      | Henri Plagnol                                      |       | UDI   | Sylvain Berrios                                                |       | UMP   | Élection invalidée par le Conseil constitutionnel                        |
| 2  | 9 et 16 décembre 2012   | 6e de l'Hérault          | Dolorès Roqué                                      |       | PS    | Élie Aboud                                                     |       | UMP   | Élection invalidée par le Conseil constitutionnel                        |
| 3  | 9 et 16 décembre 2012   | 13e des Hauts-de-Seine   | Patrick Devedjian                                  |       | UMP   | Patrick Devedjian                                              |       | UMP   | Élection invalidée par le Conseil constitutionnel                        |
| 4  | 17 et 24 mars 2013      | 2e de l'Oise             | Jean-François Mancel                               |       | UMP   | Jean-François Mancel                                           |       | UMP   | Élection invalidée par le Conseil constitutionnel                        |
| 5  | 17 et 24 mars 2013      | Wallis-et-Futuna         | David Vergé                                        |       | DVD   | Napole Polutélé                                                |       | DVG   | Élection invalidée par le Conseil constitutionnel                        |
| 6  | 25 mai et 8 juin 2013   | 1re de l'étranger        | Corinne Narassiguin                                |       | PS    | Frédéric Lefebvre                                              |       | UMP   | Élection invalidée par le Conseil constitutionnel                        |
| 7  | 26 mai et 9 juin 2013   | 8e de l'étranger         | Daphna Poznanski-Benhamou                          |       | PS    | Meyer Habib                                                    |       | UDI   | Élection invalidée par le Conseil constitutionnel                        |
| 8  | 16 et 23 juin 2013      | 3e du Lot-et-Garonne     | Jérôme Cahuzac                                     |       | PS    | Jean-Louis Costes                                              |       | UMP   | Député démissionnaire                                                    |
| 9  | 25 mai et 1er juin 2014 | 3e de la Haute-Garonne   | Jean-Luc Moudenc                                   |       | UMP   | Laurence Arribagé                                              |       | UMP   | Député démissionnaire                                                    |
| 10 | 14 et 28 juin 2014      | 1re de la Polynésie      | Édouard Fritch                                     |       | DVD   | Maina Sage                                                     |       | DVD   | Député démissionnaire                                                    |
| 11 | 22 et 29 juin 2014      | 21e du Nord              | Jean-Louis Borloo                                  |       | UDI   | Laurent Degallaix                                              |       | UDI   | Député démissionnaire                                                    |
| 12 | 29 juin 2014            | Saint-Pierre-et-Miquelon | Annick Girardin                                    |       | PRG   | Annick Girardin                                                |       | PRG   | Députée nommée au gouvernement et démission de Catherine Pen, suppléante |
| 13 | 7 et 14 décembre 2014   | 3e de l'Aube             | François Baroin                                    |       | UMP   | Gérard Menuel                                                  |       | UMP   | Député élu au Sénat                                                      |
| 14 | 1er et 8 février 2015   | 4e du Doubs              | Pierre Moscovici                                   |       | PS    | Frédéric Barbier                                               |       | PS    | Député démissionnaire (nommé commissaire européen)                       |
| 15 | 6 et 13 septembre 2015  | 3e de l'Aveyron          | Alain Marc                                         |       | UMP   | Arnaud Viala                                                   |       | LR    | Député élu au Sénat                                                      |
| 16 | 13 et 20 mars 2016      | 2e de l'Aisne            | Xavier Bertrand                                    |       | LR    | Julien Dive                                                    |       | LR    | Député démissionnaire (élu président de la région)                       |
| 17 | 13 et 20 mars 2016      | 10e du Nord              | Gérald Darmanin                                    |       | LR    | Vincent Ledoux                                                 |       | LR    | Député démissionnaire (élu conseiller régional)                          |
| 18 | 13 et 20 mars 2016      | 2e des Yvelines          | Valérie Pécresse                                   |       | LR    | Pascal Thévenot                                                |       | LR    | Députée démissionnaire (élue présidente de la région)                    |
| 19 | 17 et 24 avril 2016     | 3e de Loire-Atlantique   | Jean-Marc Ayrault                                  |       | PS    | Karine Daniel                                                  |       | PS    | Député nommé au gouvernement et décès du suppléant                       |
| 20 | 22 et 29 mai 2016       | 1re du Bas-Rhin          | Armand Jung                                        |       | PS    | Éric Elkouby                                                   |       | PS    | Député démissionnaire (raison de santé)                                  |
| 21 | 22 et 29 mai 2016       | 5e des Alpes-Maritimes   | Christian Estrosi                                  |       | LR    | Marine Brenier                                                 |       | LR    | Député démissionnaire (élu président de la région)                       |
| 22 | 5 et 12 juin 2016       | 3e de l'Ain              | Étienne Blanc                                      |       | LR    | Stéphanie Pernod-Beaudon                                       |       | LR    | Député démissionnaire (élu vice-président de la région)                  |

## Résultats cumulés
| Parti          | Parti                                                              | Premier tour | Premier tour | Second tour | Second tour | Sièges | Sièges        |
| Parti          | Parti                                                              | Voix         | %            | Voix        | %           | Nb.    | +/- 2012      |
| -------------- | ------------------------------------------------------------------ | ------------ | ------------ | ----------- | ----------- | ------ | ------------- |
|                | Union pour un mouvement populaire (UMP) puis Les Républicains (LR) | 154 896      | 32,67        | 212 179     | 47,99       | 14     | 4             |
|                | Parti socialiste (PS)                                              | 85 686       | 18,07        | 80 533      | 18,21       | 3      | 4             |
|                | Front national (FN)                                                | 79 253       | 16,72        | 79 202      | 17,91       | 0      | en stagnation |
|                | Divers droite dont Tahoeraa, DLR, PCD, NC                          | 31 538       | 6,65         | 19 075      | 4,31        | 2      | 1             |
|                | Autres dont SE, MoDem, SP, UPR, PP, REG, EXD, EXG                  | 28 619       | 6,04         |             |             |        |               |
|                | Divers gauche dont PRG, UPLD, MRC, ND, DVE                         | 27 670       | 5,84         | 25 886      | 5,85        | 1      | 1             |
|                | Front de gauche (FG)                                               | 25 284       | 5,33         |             |             |        |               |
|                | Union des démocrates et indépendants (UDI)                         | 21 240       | 4,48         | 25 291      | 5,72        | 2      | en stagnation |
|                | Europe Écologie Les Verts (EELV)                                   | 19 956       | 4,21         |             |             |        |               |
|                |                                                                    |              |              |             |             |        |               |
| Inscrits       | Inscrits                                                           | 1 676 561    | 100,00       | 1 672 452   | 100,00      |        |               |
| Abstentions    | Abstentions                                                        | 1 188 414    | 70,88        | 1 192 832   | 71,32       |        |               |
| Votants        | Votants                                                            | 488 147      | 29,12        | 479 170     | 28,65       |        |               |
| Blancs et nuls | Blancs et nuls                                                     | 14 005       | 2,87         | 37 004      | 7,72        |        |               |
| Exprimés       | Exprimés                                                           | 474 142      | 97,13        | 442 166     | 92,28       |        |               |

## Élections partielles en 2012

### Première circonscription du Val-de-Marne
| Candidat                          | Candidat              | Parti          | Premier tour | Premier tour | Second tour | Second tour |  |
| Candidat                          | Candidat              | Parti          | Voix         | %            | Voix        | %           |  |
| --------------------------------- | --------------------- | -------------- | ------------ | ------------ | ----------- | ----------- |  |
|                                   | Henri Plagnol sortant | UDI (UMP)      | 6 254        | 26,20        | 7 466       | 43,45       |  |
|                                   | Sylvain Berrios élu   | diss. UMP      | 5 583        | 23,39        | 9 717       | 56,55       |  |
|                                   | Akli Mellouli         | PS (EÉLV)      | 4 772        | 19,99        |             |             |  |
|                                   | Anne-Laure Maleyre    | FN             | 2 698        | 11,30        |             |             |  |
|                                   | Micheline Gervelas    | FG             | 2 097        | 8,79         |             |             |  |
|                                   | Pascale Luciani       | Divers droite  | 904          | 3,79         |             |             |  |
|                                   | Kevin Cornet          | Pirate         | 694          | 2,91         |             |             |  |
|                                   | Stéphane Guyot        | Sans étiquette | 539          | 2,26         |             |             |  |
|                                   | François de Grailly   | DLR            | 326          | 1,37         |             |             |  |
|                                   |                       |                |              |              |             |             |  |
| Inscrits                          | Inscrits              | Inscrits       | 82 492       | 100,00       | 82 492      | 100,00      |  |
| Abstentions                       | Abstentions           | Abstentions    | 58 241       | 70,6         | 63 337      | 76,78       |  |
| Votants                           | Votants               | Votants        | 24 251       | 29,4         | 19 155      | 23,22       |  |
| Blancs et nuls                    | Blancs et nuls        | Blancs et nuls | 384          | 1,58         | 1 972       | 10,29       |  |
| Exprimés                          | Exprimés              | Exprimés       | 23 867       | 98,42        | 17 183      | 89,71       |  |
| Source : Ministère de l'Intérieur |                       |                |              |              |             |             |  |

### Sixième circonscription de l'Hérault
| Candidat       | Candidat               | Parti          | Premier tour | Premier tour | Second tour | Second tour |  |
| Candidat       | Candidat               | Parti          | Voix         | %            | Voix        | %           |  |
| -------------- | ---------------------- | -------------- | ------------ | ------------ | ----------- | ----------- |  |
|                | Élie Aboud élu         | UMP            | 15 021       | 42,61        | 20 403      | 61,91       |  |
|                | Dolorès Roqué sortante | PS             | 9 776        | 27,73        | 12 553      | 38,09       |  |
|                | France Jamet           | FN             | 8 240        | 23,37        |             |             |  |
|                | Paul Barbazange        | FG (PCF)       | 1 580        | 4,48         |             |             |  |
|                | Magali Manus           | MÉI            | 286          | 0,81         |             |             |  |
|                | Luc Zénon              | DLR            | 240          | 0,68         |             |             |  |
|                | Maryse Launais         | PT             | 113          | 0,32         |             |             |  |
|                |                        |                |              |              |             |             |  |
| Inscrits       | Inscrits               | Inscrits       | 86 401       | 100,00       | 86 393      | 100,00      |  |
| Abstentions    | Abstentions            | Abstentions    | 50 511       | 58,46        | 51 739      | 59,89       |  |
| Votants        | Votants                | Votants        | 35 890       | 41,54        | 34 654      | 40,11       |  |
| Blancs et nuls | Blancs et nuls         | Blancs et nuls | 634          | 1,77         | 1 698       | 4,9         |  |
| Exprimés       | Exprimés               | Exprimés       | 35 256       | 98,23        | 32 956      | 95,1        |  |

### Treizième circonscription des Hauts-de-Seine
| Candidat                          | Candidat                        | Parti              | Premier tour | Premier tour | Second tour | Second tour |  |
| Candidat                          | Candidat                        | Parti              | Voix         | %            | Voix        | %           |  |
| --------------------------------- | ------------------------------- | ------------------ | ------------ | ------------ | ----------- | ----------- |  |
|                                   | Patrick Devedjian sortant réélu | UMP                | 15 352       | 49,82        | 17 822      | 60,03       |  |
|                                   | Julien Landfried                | MRC (PS, EÉLV)     | 10 022       | 32,52        | 11 865      | 39,97       |  |
|                                   | Pascale Le Neouannic            | FG                 | 2 135        | 6,93         |             |             |  |
|                                   | Michel Georget                  | FN                 | 1 472        | 4,78         |             |             |  |
|                                   | Brieuc Martin                   | Divers (PVB)       | 809          | 2,63         |             |             |  |
|                                   | Emmanuel Pruvost                | MÉI                | 532          | 1,73         |             |             |  |
|                                   | Manuel Brun                     | DLR                | 405          | 1,31         |             |             |  |
|                                   | Manonne Cadoret                 | Divers (Émergence) | 88           | 0,29         |             |             |  |
|                                   |                                 |                    |              |              |             |             |  |
| Inscrits                          | Inscrits                        | Inscrits           | 85 592       | 100,00       | 85 592      | 100,00      |  |
| Abstentions                       | Abstentions                     | Abstentions        | 54 137       | 63,25        | 54 736      | 63,95       |  |
| Votants                           | Votants                         | Votants            | 31 455       | 36,75        | 30 856      | 36,05       |  |
| Blancs et nuls                    | Blancs et nuls                  | Blancs et nuls     | 640          | 2,03         | 1 169       | 3,79        |  |
| Exprimés                          | Exprimés                        | Exprimés           | 30 815       | 97,97        | 29 687      | 96,21       |  |
| Source : Ministère de l'Intérieur |                                 |                    |              |              |             |             |  |

## Élections partielles en 2013

### Circonscription de Wallis-et-Futuna
| Candidat                          | Candidat            | Parti          | Premier tour | Premier tour | Second tour | Second tour |  |
| Candidat                          | Candidat            | Parti          | Voix         | %            | Voix        | %           |  |
| --------------------------------- | ------------------- | -------------- | ------------ | ------------ | ----------- | ----------- |  |
|                                   | Napole Polutélé élu | Divers gauche  | 2 543        | 37,39        | 2 695       | 37,51       |  |
|                                   | Mikaele Kulimoetoke | Divers gauche  | 2 253        | 33,12        | 2 318       | 32,27       |  |
|                                   | Lauriane Vergé      | Divers droite  | 2 006        | 29,49        | 2 171       | 30,22       |  |
|                                   |                     |                |              |              |             |             |  |
| Inscrits                          | Inscrits            | Inscrits       | 9 070        | 100,00       | 9 090       | 100,00      |  |
| Abstentions                       | Abstentions         | Abstentions    | 2 205        | 24,31        | 1 847       | 20,32       |  |
| Votants                           | Votants             | Votants        | 6 865        | 75,69        | 7 243       | 79,68       |  |
| Blancs et nuls                    | Blancs et nuls      | Blancs et nuls | 63           | 0,92         | 59          | 0,81        |  |
| Exprimés                          | Exprimés            | Exprimés       | 6 802        | 99,08        | 7 184       | 99,19       |  |
| Source : Ministère de l'Intérieur |                     |                |              |              |             |             |  |

### Deuxième circonscription de l'Oise
| Candidat       | Candidat                           | Parti          | Premier tour | Premier tour | Second tour | Second tour |  |
| Candidat       | Candidat                           | Parti          | Voix         | %            | Voix        | %           |  |
| -------------- | ---------------------------------- | -------------- | ------------ | ------------ | ----------- | ----------- |  |
|                | Jean-François Mancel sortant réélu | UMP            | 11 073       | 40,61        | 13 958      | 51,41       |  |
|                | Florence Italiani                  | FN             | 7 249        | 26,58        | 13 190      | 48,59       |  |
|                | Sylvie Houssin                     | PS             | 5 828        | 21,37        |             |             |  |
|                | Pierre Ripart                      | FG (PCF)       | 1 811        | 6,64         |             |             |  |
|                | Clément Lesaege                    | Pirate         | 538          | 1,97         |             |             |  |
|                | Renée Potchtovik                   | LO             | 428          | 1,57         |             |             |  |
|                | Michel Ramel                       | Divers         | 342          | 1,25         |             |             |  |
|                |                                    |                |              |              |             |             |  |
| Inscrits       | Inscrits                           | Inscrits       | 85 526       | 100,00       | 85 536      | 100,00      |  |
| Abstentions    | Abstentions                        | Abstentions    | 57 482       | 67,21        | 55 342      | 64,7        |  |
| Votants        | Votants                            | Votants        | 28 044       | 32,79        | 30 194      | 35,3        |  |
| Blancs et nuls | Blancs et nuls                     | Blancs et nuls | 775          | 2,76         | 3 046       | 10,09       |  |
| Exprimés       | Exprimés                           | Exprimés       | 27 269       | 97,24        | 27 148      | 89,91       |  |

### Première circonscription des Français établis hors de France
| Candidat       | Candidat                | Parti          | Premier tour | Premier tour | Second tour | Second tour |
| Candidat       | Candidat                | Parti          | Voix         | %            | Voix        | %           |
| -------------- | ----------------------- | -------------- | ------------ | ------------ | ----------- | ----------- |
|                | Frédéric Lefebvre       | UMP            | 5 863        | 29,15        | 10 937      | 53,72       |
|                | Franck Scemama          | PS             | 5 024        | 24,98        | 9 423       | 46,28       |
|                | Damien Regnard          | DVD            | 2 548        | 12,67        |             |             |
|                | Louis Giscard d'Estaing | UDI            | 1 735        | 8,63         |             |             |
|                | Cyrille Giraud          | EELV           | 1 486        | 7,39         |             |             |
|                | Nicolas Druet           | MoDem          | 1 208        | 6,01         |             |             |
|                | Céline Clément          | FG             | 835          | 4,15         |             |             |
|                | Thierry-Franck Fautre   | FN             | 751          | 3,73         |             |             |
|                | Véronique Vermorel      | PP             | 502          | 2,50         |             |             |
|                | Pauline Czartoryska     | SE             | 55           | 0,27         |             |             |
|                | Nicolas Rousseaux       | DVD            | 53           | 0,26         |             |             |
|                | Karel Vereycken         | SP             | 50           | 0,25         |             |             |
|                |                         |                |              |              |             |             |
| Inscrits       | Inscrits                | Inscrits       | 151 770      | 100,00       | 151 793     | 100,00      |
| Abstentions    | Abstentions             | Abstentions    | 131 334      | 86,53        | 130 703     | 86,11       |
| Votants        | Votants                 | Votants        | 20 436       | 13,47        | 21 090      | 13,89       |
| Blancs et nuls | Blancs et nuls          | Blancs et nuls | 326          | 1,60         | 730         | 3,46        |
| Exprimés       | Exprimés                | Exprimés       | 20 110       | 98,40        | 20 360      | 96,54       |

### Huitième circonscription des Français établis hors de France
| Candidat       | Candidat              | Parti          | Premier tour | Premier tour | Second tour | Second tour |
| Candidat       | Candidat              | Parti          | Voix         | %            | Voix        | %           |
| -------------- | --------------------- | -------------- | ------------ | ------------ | ----------- | ----------- |
|                | Valérie Hoffenberg    | UMP            | 2 479        | 21,85        | 4 166       | 46,64       |
|                | Meyer Habib           | UDI            | 1 744        | 15,37        | 4 767       | 53,36       |
|                | Marie-Rose Koro       | PS             | 1 659        | 14,61        |             |             |
|                | Alexandre Bezardin    | SE             | 884          | 7,79         |             |             |
|                | Michèle Parravicini   | FG             | 807          | 7,11         |             |             |
|                | Jonathan-Simon Sellem | PLD            | 755          | 6,65         |             |             |
|                | Athanase Contargyris  | EELV           | 666          | 5,87         |             |             |
|                | Nathalie Mimoun       | SE             | 589          | 5,19         |             |             |
|                | David Shapira         | SE             | 479          | 4,22         |             |             |
|                | Albert Fratty         | SE             | 383          | 3,38         |             |             |
|                | Huguette Lévy         | FN             | 203          | 1,79         |             |             |
|                | Laurent Sissmann      | SE             | 141          | 1,24         |             |             |
|                | Sylvain Semhoun       | SE             | 127          | 1,12         |             |             |
|                | Alix Guillard         | PP             | 111          | 0,98         |             |             |
|                | Cyril Benjamin Castro | SE             | 94           | 0,83         |             |             |
|                | Valérie Mira          | AEI            | 89           | 0,78         |             |             |
|                | Ghislain Allonn       | SE             | 48           | 0,42         |             |             |
|                | Julien Lemaître       | S&P            | 41           | 0,36         |             |             |
|                | Frédéric Chaouat      | SE             | 34           | 0,30         |             |             |
|                | Guy Fitoussy          | SE             | 15           | 0,13         |             |             |
|                |                       |                |              |              |             |             |
| Inscrits       | Inscrits              | Inscrits       | 111 736      | 100,00       | 111 731     | 100,00      |
| Abstentions    | Abstentions           | Abstentions    | 100 150      | 89,63        | 101 523     | 90,86       |
| Votants        | Votants               | Votants        | 11 586       | 10,37        | 10 208      | 9,14        |
| Blancs et nuls | Blancs et nuls        | Blancs et nuls | 238          | 2,06         | 1 275       | 12,49       |
| Exprimés       | Exprimés              | Exprimés       | 11 348       | 97,95        | 8 933       | 87,51       |

### Troisième circonscription de Lot-et-Garonne
| Candidat       | Candidat                  | Parti          | Premier tour | Premier tour | Second tour | Second tour |  |
| Candidat       | Candidat                  | Parti          | Voix         | %            | Voix        | %           |  |
| -------------- | ------------------------- | -------------- | ------------ | ------------ | ----------- | ----------- |  |
|                | Jean-Louis Costes élu     | UMP            | 9 431        | 28,71        | 18 193      | 53,76       |  |
|                | Étienne Bousquet-Cassagne | FN             | 8 552        | 26,04        | 15 647      | 46,24       |  |
|                | Bernard Barral            | PS             | 7 782        | 23,69        |             |             |  |
|                | Marie-Hélène Loiseau      | FG (GU)        | 1 670        | 5,08         |             |             |  |
|                | Anne Carpentier           | Divers         | 1 078        | 3,28         |             |             |  |
|                | Lionel Feuillas           | EÉLV           | 914          | 2,78         |             |             |  |
|                | Yamina Kichi              | MoDem          | 766          | 2,33         |             |             |  |
|                | Benoît Frison-Roche       | Divers droite  | 761          | 2,32         |             |             |  |
|                | Hervé Lebreton            | Divers         | 556          | 1,69         |             |             |  |
|                | Joffrey Raphaël-Leygues   | Divers droite  | 472          | 1,44         |             |             |  |
|                | Maria-Fé Garay            | NPA            | 366          | 1,11         |             |             |  |
|                | François Asselineau       | UPR            | 189          | 0,58         |             |             |  |
|                | Nicolas Miguet            | RCF            | 139          | 0,42         |             |             |  |
|                | Cédric Levieux            | Pirate         | 62           | 0,19         |             |             |  |
|                | Stéphane Geyres           | Libéral        | 56           | 0,17         |             |             |  |
|                | Michel Garcia-Luna        | Divers (AR)    | 54           | 0,16         |             |             |  |
|                | Rachid Nekkaz             | Divers gauche  | 0            | 0,00         |             |             |  |
|                |                           |                |              |              |             |             |  |
| Inscrits       | Inscrits                  | Inscrits       | 75 163       | 100,00       | 75 207      | 100,00      |  |
| Abstentions    | Abstentions               | Abstentions    | 40 675       | 54,12        | 35 743      | 47,53       |  |
| Votants        | Votants                   | Votants        | 34 488       | 45,88        | 39 464      | 52,47       |  |
| Blancs et nuls | Blancs et nuls            | Blancs et nuls | 1 640        | 4,76         | 5 624       | 14,25       |  |
| Exprimés       | Exprimés                  | Exprimés       | 32 848       | 95,24        | 33 840      | 85,75       |  |

## Élections partielles en 2014

### Troisième circonscription de la Haute-Garonne
| Candidat       | Candidat          | Parti          | Premier tour | Premier tour | Second tour | Second tour |
| Candidat       | Candidat          | Parti          | Voix         | %            | Voix        | %           |
| -------------- | ----------------- | -------------- | ------------ | ------------ | ----------- | ----------- |
|                | Laurence Arribagé | UMP            | 16 309       | 44,14        | 14 321      | 62,09       |
|                | Laurent Méric     | PS             | 8 928        | 24,16        | 8 744       | 37,91       |
|                | Xavier Bigot      | EELV           | 4 410        | 11,94        |             |             |
|                | Fabrice Pezzuto   | FN             | 3 545        | 9,59         |             |             |
|                | Martine Croquette | FG-PCF         | 2 456        | 6,65         |             |             |
|                | Nicolas Rimaud    | SE             | 997          | 2,70         |             |             |
|                | Clément Satger    | SP             | 303          | 0,82         |             |             |
|                |                   |                |              |              |             |             |
| Inscrits       | Inscrits          | Inscrits       | 74 228       | 100,00       | 74 232      | 100,00      |
| Abstentions    | Abstentions       | Abstentions    | 36 175       | 48,73        | 50 180      | 67,60       |
| Votants        | Votants           | Votants        | 38 053       | 51,26        | 24 052      | 32,40       |
| Blancs et nuls | Blancs et nuls    | Blancs et nuls | 1 105        | 2,90         | 987         | 4,10        |
| Exprimés       | Exprimés          | Exprimés       | 36 948       | 97,10        | 23 065      | 95,90       |

### Première circonscription de la Polynésie française
| Candidat    | Candidat        | Parti            | Premier tour | Premier tour | Second tour | Second tour |
| Candidat    | Candidat        | Parti            | Voix         | %            | Voix        | %           |
| ----------- | --------------- | ---------------- | ------------ | ------------ | ----------- | ----------- |
|             | Maina Sage      | Tahoeraa         | 12 677       | 52,96        | 16 380      | 58,02       |
|             | Tauhiti Nena    | UPLD             | 7 951        | 33,22        | 11 850      | 41,98       |
|             | Debora Kimitete | A Ti'a Porinetia | 2 733        | 11,42        |             |             |
|             | Tati Salmon     | HLV              | 440          | 1,84         |             |             |
|             | Gustave Heitaa  | SE               | 136          | 0,57         |             |             |
|             |                 |                  |              |              |             |             |
| Inscrits    | Inscrits        | Inscrits         | 70 324       | 100,00       | 70 310      | 100,00      |
| Abstentions | Abstentions     | Abstentions      | 46 173       | 65,66        | 41 646      | 59,23       |
| Votants     | Votants         | Votants          | 24 151       | 34,34        | 28 664      | 40,77       |
| Nuls        | Nuls            | Nuls             | 128          | 0,53         | 274         | 0,96        |
| Blancs      | Blancs          | Blancs           | 86           | 0,36         | 160         | 0,56        |
| Exprimés    | Exprimés        | Exprimés         | 23 937       | 99,11        | 28 230      | 98,49       |

Malgré son score de 52,96 % des exprimés au premier tour, Maina Sage n'ayant pas recueilli les suffrages de 25 % des inscrits, un second tour est organisé le samedi 28 juin à l'issue duquel elle est élue.

### Vingt et unième circonscription du Nord
| Candidat       | Candidat                  | Parti              | Premier tour | Premier tour | Second tour | Second tour |  |
| Candidat       | Candidat                  | Parti              | Voix         | %            | Voix        | %           |  |
| -------------- | ------------------------- | ------------------ | ------------ | ------------ | ----------- | ----------- |  |
|                | Laurent Degallaix élu     | UDI                | 9 701        | 47,02        | 13 058      | 72,14       |  |
|                | Jean-Luc François Laurent | FN                 | 3 856        | 18,69        | 5 043       | 27,86       |  |
|                | Patrick Kolebacki         | FG (PCF)           | 2 120        | 10,27        |             |             |  |
|                | Didier Legrand            | Divers droite (NC) | 2 100        | 10,18        |             |             |  |
|                | Alexandre Raszka          | PS                 | 1 470        | 7,12         |             |             |  |
|                | Frédéric Bigot            | EÉLV               | 735          | 3,56         |             |             |  |
|                | Éric Pecqueur             | LO                 | 354          | 1,72         |             |             |  |
|                | Dominique Slabolepszy     | PDF                | 235          | 1,14         |             |             |  |
|                | Yannick Hourdiau          | Pirate             | 62           | 0,30         |             |             |  |
|                |                           |                    |              |              |             |             |  |
| Inscrits       | Inscrits                  | Inscrits           | 81 111       | 100,00       | 81 110      | 100,00      |  |
| Abstentions    | Abstentions               | Abstentions        | 60 151       | 74,16        | 61 812      | 76,21       |  |
| Votants        | Votants                   | Votants            | 20 960       | 25,84        | 19 298      | 23,79       |  |
| Blancs et nuls | Blancs et nuls            | Blancs et nuls     | 327          | 1,56         | 1 197       | 6,2         |  |
| Exprimés       | Exprimés                  | Exprimés           | 20 633       | 98,44        | 18 101      | 93,8        |  |

### Circonscription législative de Saint-Pierre-et-Miquelon
| Candidat       | Candidat            | Parti          | Premier tour | Premier tour | Premier tour |  |
| Candidat       | Candidat            | Parti          | Voix         | %            |              |  |
| -------------- | ------------------- | -------------- | ------------ | ------------ | ------------ |  |
|                | Annick Girardin     | CSA            | 1 342        | 59,91        |              |  |
|                | François Zimmermann | DVD            | 758          | 33,84        |              |  |
|                | Roger Rode          | FN             | 87           | 3,88         |              |  |
|                | Pierre Magnin       | PP             | 53           | 2,37         |              |  |
|                |                     |                |              |              |              |  |
| Inscrits       | Inscrits            | Inscrits       | 4 919        | 100,00       |              |  |
| Abstentions    | Abstentions         | Abstentions    | 2 599        | 52,84        |              |  |
| Votants        | Votants             | Votants        | 2 320        | 47,16        |              |  |
| Blancs et nuls | Blancs et nuls      | Blancs et nuls | 80           | 3,45         |              |  |
| Exprimés       | Exprimés            | Exprimés       | 2 240        | 96,55        |              |  |

### Troisième circonscription de l'Aube
Une élection législative partielle est organisée les 7 et 14 décembre 2014 pour pourvoir au remplacement de François Baroin, élu au Sénat à compter du 1er octobre 2014.
| Candidat       | Candidat           | Parti              | Premier tour | Premier tour | Second tour | Second tour |
| Candidat       | Candidat           | Parti              | Voix         | %            | Voix        | %           |
| -------------- | ------------------ | ------------------ | ------------ | ------------ | ----------- | ----------- |
|                | Gérard Menuel      | UMP                | 6 422        | 40,76        | 10 527      | 63,85       |
|                | Bruno Subtil       | FN                 | 4 355        | 27,64        | 5 960       | 36,15       |
|                | Olivier Girardin   | PS                 | 2 315        | 14,69        |             |             |
|                | Pierre Mathieu     | FG (PCF)           | 1 175        | 7,46         |             |             |
|                | Maxime Beaulieu    | EELV               | 705          | 4,47         |             |             |
|                | Dominique Deharbe  | DVG                | 392          | 2,49         |             |             |
|                | Nelly Collot-Touzé | PCD                | 315          | 2,00         |             |             |
|                | Nicolas Rousseaux  | Force républicaine | 76           | 0,48         |             |             |
|                |                    |                    |              |              |             |             |
| Inscrits       | Inscrits           | Inscrits           | 65 758       | 100,00       | 65 760      | 100,00      |
| Abstentions    | Abstentions        | Abstentions        | 49 563       | 75,37        | 47 906      | 72,85       |
| Votants        | Votants            | Votants            | 16 195       | 24,63        | 17 854      | 27,15       |
| Blancs et nuls | Blancs et nuls     | Blancs et nuls     | 440          | 2,72         | 1 367       | 7,66        |
| Exprimés       | Exprimés           | Exprimés           | 15 755       | 97,28        | 16 487      | 92,34       |

## Élections partielles en 2015

### Quatrième circonscription du Doubs
Une élection partielle est organisée les 1er et 8 février 2015 pour pourvoir au remplacement de Pierre Moscovici, député, nommé membre de la Commission européenne au 1er novembre 2014.
| Candidat       | Candidat             | Parti          | Premier tour | Premier tour | Second tour | Second tour |  |
| Candidat       | Candidat             | Parti          | Voix         | %            | Voix        | %           |  |
| -------------- | -------------------- | -------------- | ------------ | ------------ | ----------- | ----------- |  |
|                | Sophie Montel        | FN             | 8 382        | 32,60        | 14 641      | 48,57       |  |
|                | Frédéric Barbier élu | PS             | 7 416        | 28,85        | 15 504      | 51,43       |  |
|                | Charles Demouge      | UMP            | 6 824        | 26,54        |             |             |  |
|                | Vincent Adami        | FG (PCF)       | 941          | 3,66         |             |             |  |
|                | Bernard Lachambre    | EÉLV           | 799          | 3,11         |             |             |  |
|                | Michel Treppo        | LO             | 404          | 1,57         |             |             |  |
|                | Alde Vinci           | PDF            | 315          | 1,23         |             |             |  |
|                | Jean-Claude Bonnot   | Divers         | 152          | 0,59         |             |             |  |
|                | Yannick Hervé        | UPR            | 147          | 0,57         |             |             |  |
|                | Ismaël Boudjekada    | Divers         | 137          | 0,53         |             |             |  |
|                | Antonio Sanchez      | COM            | 127          | 0,49         |             |             |  |
|                | Marc Ouchebbouk      | Divers         | 40           | 0,16         |             |             |  |
|                | Nicolas Rousseaux    | Divers droite  | 26           | 0,10         |             |             |  |
|                |                      |                |              |              |             |             |  |
| Inscrits       | Inscrits             | Inscrits       | 66 825       | 100,00       | 66 926      | 100,00      |  |
| Abstentions    | Abstentions          | Abstentions    | 40 389       | 60,44        | 34 087      | 50,93       |  |
| Votants        | Votants              | Votants        | 26 436       | 39,56        | 32 839      | 49,07       |  |
| Blancs et nuls | Blancs et nuls       | Blancs et nuls | 726          | 2,75         | 2 694       | 8,2         |  |
| Exprimés       | Exprimés             | Exprimés       | 25 710       | 97,25        | 30 145      | 91,8        |  |

### Troisième circonscription de l'Aveyron
Une élection partielle est organisée les 6 et 13 septembre 2015 pour pourvoir au remplacement d'Alain Marc, élu au Sénat à compter du 1er octobre 2014.
| Candidat    | Candidat              | Parti       | Premier tour | Premier tour | Second tour | Second tour |
| Candidat    | Candidat              | Parti       | Voix         | %            | Voix        | %           |
| ----------- | --------------------- | ----------- | ------------ | ------------ | ----------- | ----------- |
|             | Arnaud Viala          | LR          | 11 022       | 46,05        | 15 075      | 63,49       |
|             | Pierre Pantanella     | PS          | 5 381        | 22,48        | 8 667       | 36,51       |
|             | Jean-Guillaume Remise | FN          | 3 698        | 15,45        |             |             |
|             | Sophie Tarroux        | FG          | 2 108        | 8,81         |             |             |
|             | David Hygonenq        | DLF         | 801          | 3,35         |             |             |
|             | Thierry Noël          | DVE         | 481          | 2,01         |             |             |
|             | Loïc Massebiau        | UPR         | 444          | 1,86         |             |             |
| Inscrits    | Inscrits              | Inscrits    | 71 541       | 100,00       | 71 537      | 100,00      |
| Abstentions | Abstentions           | Abstentions | 45 738       | 63,93        | 45 038      | 62,96       |
| Votants     | Votants               | Votants     | 25 803       | 36,07        | 26 499      | 37,04       |
| Blancs      | Blancs                | Blancs      | 1 160        | 4,49         | 1 529       | 5,77        |
| Nuls        | Nuls                  | Nuls        | 708          | 2,74         | 1 228       | 4,63        |
| Exprimés    | Exprimés              | Exprimés    | 23 935       | 92,76        | 23 742      | 89,60       |

## Élections partielles en 2016

### Deuxième circonscription de l'Aisne
Une élection partielle est organisée les 13 et 20 mars 2016 pour pourvoir au remplacement de Xavier Bertrand, élu président du conseil régional de Nord-Pas-de-Calais-Picardie en janvier 2016. Huit candidats se présentent.
| Candidat    | Candidat                | Parti       | Premier tour | Premier tour | Second tour | Second tour |
| Candidat    | Candidat                | Parti       | Voix         | %            | Voix        | %           |
| ----------- | ----------------------- | ----------- | ------------ | ------------ | ----------- | ----------- |
|             | Julien Dive             | LR          | 8 730        | 36,29        | 14 128      | 61,14       |
|             | Sylvie Saillard Meunier | FN          | 6 923        | 28,78        | 8 980       | 38,86       |
|             | Anne Ferreira           | PS          | 3 775        | 15,69        |             |             |
|             | Éric Norel              | DVD         | 1 396        | 5,80         |             |             |
|             | Gérard Brunel           | FG (PCF)    | 920          | 3,82         |             |             |
|             | Corinne Bécourt         | DVG         | 835          | 3,47         |             |             |
|             | Michel Magniez          | EELV        | 798          | 3,32         |             |             |
|             | Anne Zanditénas         | LO          | 528          | 2,19         |             |             |
|             | Belaïdi Lograda         | SE          | 151          | 0,63         |             |             |
| Inscrits    | Inscrits                | Inscrits    | 73 418       | 100,00       | 73 418      | 100,00      |
| Abstentions | Abstentions             | Abstentions | 48 460       | 66,01        | 48 269      | 65,75       |
| Votants     | Votants                 | Votants     | 24 958       | 33,99        | 25 149      | 34,25       |
| Blancs      |                         |             |              |              |             |             |
| Nuls        |                         |             |              |              |             |             |
| Exprimés    | Exprimés                | Exprimés    | 24 056       | 96,39        | 23 108      | 91,88       |

### Dixième circonscription du Nord
Une élection partielle est organisée les 13 et 20 mars 2016 pour pourvoir au remplacement de Gérald Darmanin, élu à l'Assemblée régionale en décembre 2015. Neuf candidats se présentent.
| Candidat    | Candidat           | Parti       | Premier tour | Premier tour | Second tour | Second tour |
| Candidat    | Candidat           | Parti       | Voix         | %            | Voix        | %           |
| ----------- | ------------------ | ----------- | ------------ | ------------ | ----------- | ----------- |
|             | Vincent Ledoux     | LR          | 8 080        | 46,84        | 11 339      | 67,92       |
|             | Virginie Rosez     | FN          | 4 350        | 25,22        | 5 355       | 32,08       |
|             | Alain Mezrag       | PS          | 1 939        | 11,24        |             |             |
|             | Olivier Descamps   | EELV        | 1 018        | 5,90         |             |             |
|             | Thierry Combas     | FG          | 880          | 5,10         |             |             |
|             | Christophe Charlon | LO          | 511          | 2,96         |             |             |
|             | Nicolas Rousseaux  | DVD         | 257          | 1,49         |             |             |
|             | Guillaume Haelters | MRC         | 214          | 1,24         |             |             |
| Inscrits    | Inscrits           | Inscrits    | 82 417       | 100,00       | 82 417      | 100,00      |
| Abstentions | Abstentions        | Abstentions | 64 536       | 78,30        | 64 288      | 78,00       |
| Votants     | Votants            | Votants     | 17 881       | 21,70        | 18 129      | 22,00       |
| Blancs      | Blancs             | Blancs      | 414          | 2,32         | 890         | 4,91        |
| Nuls        | Nuls               | Nuls        | 218          | 1,22         | 545         | 3,01        |
| Exprimés    | Exprimés           | Exprimés    | 17 249       | 96,46        | 16 694      | 92,08       |

### Deuxième circonscription des Yvelines
Une élection partielle est organisée les 13 et 20 mars 2016 pour pourvoir au remplacement de Valérie Pécresse, élue présidente de l'Assemblée régionale à compter de décembre 2015. Il y a neuf candidats.
| Candidat    | Candidat                | Parti        | Premier tour | Premier tour | Second tour | Second tour |
| Candidat    | Candidat                | Parti        | Voix         | %            | Voix        | %           |
| ----------- | ----------------------- | ------------ | ------------ | ------------ | ----------- | ----------- |
|             | Pascal Thévenot         | LR-UDI-MoDem | 11 123       | 46,05        | 14 872      | 72,25       |
|             | Tristan Jacques         | PS           | 3 135        | 12,98        | 5 713       | 27,75       |
|             | Benjamin La Combe       | DVD          | 2 308        | 9,56         |             |             |
|             | Vincent Collo           | FN           | 2 265        | 9,38         |             |             |
|             | Juliette Nitecki Sniter | EELV         | 1 755        | 7,27         |             |             |
|             | Max Alain Obadia        | ND           | 1 178        | 4,88         |             |             |
|             | Didier Blanchard        | NC           | 1 044        | 4,32         |             |             |
|             | Colette Gergen          | FG (PCF)     | 865          | 3,58         |             |             |
|             | Jérémy Bizet            | ECO          | 479          | 1,98         |             |             |
| Inscrits    | Inscrits                | Inscrits     | 84 197       | 100,00       | 84 191      | 100,00      |
| Abstentions | Abstentions             | Abstentions  | 59 571       | 70,75        | 62 202      | 73,88       |
| Votants     | Votants                 | Votants      | 24 626       | 29,25        | 21 989      | 26,12       |
| Blancs      | Blancs                  | Blancs       | 324          | 1,32         | 869         | 3,95        |
| Nuls        | Nuls                    | Nuls         | 150          | 0,61         | 535         | 2,43        |
| Exprimés    | Exprimés                | Exprimés     | 24 152       | 98,07        | 20 585      | 93,62       |

### Troisième circonscription de la Loire-Atlantique
Une élection législative partielle a lieu les 17 et 24 avril 2016 pour remplacer Jean-Marc Ayrault, nommé au gouvernement le 11 février 2016 puisque son suppléant Jean-Pierre Fougerat est décédé le 21 février 2015.
| Candidat       | Candidat             | Parti                | Premier tour | Premier tour | Second tour | Second tour |
| Candidat       | Candidat             | Parti                | Voix         | %            | Voix        | %           |
| -------------- | -------------------- | -------------------- | ------------ | ------------ | ----------- | ----------- |
|                | Karine Daniel        | PS                   | 6 573        | 30,41        | 11 142      | 55,44       |
|                | Matthieu Annereau    | LR soutien UDI-MoDem | 5 088        | 23,54        | 8 956       | 44,56       |
|                | Jean-François Tallio | EELV                 | 3 686        | 17,05        |             |             |
|                | Eléonore Revel       | FN                   | 2 442        | 11,30        |             |             |
|                | Gilles Bontemps      | PCF                  | 1 089        | 5,04         |             |             |
|                | Philippe Abarnou     | DLF                  | 875          | 4,05         |             |             |
|                | Mary Haway           | Nouvelle Donne       | 650          | 3,01         |             |             |
|                | Eddy Le Beller       | LO                   | 578          | 2,67         |             |             |
|                | Nicolas Rousseaux    | Groupe Républicain   | 399          | 1,85         |             |             |
|                | Olivier Terrien      | Communistes          | 232          | 1,07         |             |             |
|                | Francis Meynier      | Divers               | 3            | 0,01         |             |             |
|                |                      |                      |              |              |             |             |
| Inscrits       | Inscrits             | Inscrits             | 88 574       | 100,00       | 88 571      | 100,00      |
| Abstentions    | Abstentions          | Abstentions          | 65 995       | 74,51        | 65 745      | 74,23       |
| Votants        | Votants              | Votants              | 22 579       | 25,49        | 22 826      | 25,77       |
| Blancs et nuls | Blancs et nuls       | Blancs et nuls       | 964          | 4,26         | 2 728       | 11,95       |
| Exprimés       | Exprimés             | Exprimés             | 21 615       | 95,74        | 20 098      | 88,05       |

### Première circonscription du Bas-Rhin
Une élection législative partielle a lieu les 22 et 29 mai 2016 pour remplacer Armand Jung, démissionnaire pour raison de santé au 1er mars 2016.
| Candidat       | Candidat             | Parti          | Premier tour | Premier tour | Second tour | Second tour |
| Candidat       | Candidat             | Parti          | Voix         | %            | Voix        | %           |
| -------------- | -------------------- | -------------- | ------------ | ------------ | ----------- | ----------- |
|                | Éric Elkouby         | PS             | 4 288        | 30,48        | 6 469       | 53,77       |
|                | Jean-Emmanuel Robert | LR             | 2 673        | 19,00        | 5 560       | 46,23       |
|                | Andréa Didelot       | FN             | 1 469        | 10,44        |             |             |
|                | Simon Baumert        | EELV           | 1 303        | 9,26         |             |             |
|                | Laurent Py           | UDI            | 1 076        | 7,64         |             |             |
|                | Guillaume d’Andlau   | SE             | 840          | 5,97         |             |             |
|                | Daniel Gerber        | MV             | 598          | 4,25         |             |             |
|                | Julien Ratcliffe     | FG (PCF)       | 540          | 3,83         |             |             |
|                | Jean Faivre          | UL             | 538          | 3,82         |             |             |
|                | Murat Yozgat         | PEJ            | 421          | 2,99         |             |             |
|                | Salah Keltoumi       | LO             | 179          | 1,27         |             |             |
|                | Pacha Mobasher       | DVG            | 143          | 1,01         |             |             |
|                | Francis Meynier      | AE3P           | 0            | 0,00         |             |             |
|                | André Kornmann       | EXD            | 0            | 0,00         |             |             |
|                |                      |                |              |              |             |             |
| Inscrits       | Inscrits             | Inscrits       | 64 322       | 100,00       | 64 322      | 100,00      |
| Abstentions    | Abstentions          | Abstentions    | 49 988       | 77,71        | 51 258      | 79,69       |
| Votants        | Votants              | Votants        | 14 334       | 22,28        | 13 064      | 20,31       |
| Blancs et nuls | Blancs et nuls       | Blancs et nuls | 266          | 1,84         | 1 035       | 7,92        |
| Exprimés       | Exprimés             | Exprimés       | 14 068       | 98,14        | 12 029      | 97,37       |

### Cinquième circonscription des Alpes-Maritimes
Une élection législative partielle a lieu pour remplacer Christian Estrosi (Les Républicains), démissionnaire en raison de son élection à la présidence de la région Provence-Alpes-Côte d'Azur au 30 mars 2016.
| Candidat    | Candidat                    | Parti       | Premier tour | Premier tour | Second tour | Second tour |  |
| Candidat    | Candidat                    | Parti       | Voix         | %            | Voix        | %           |  |
| ----------- | --------------------------- | ----------- | ------------ | ------------ | ----------- | ----------- |  |
|             | Marine Brenier              | LR          | 9 367        | 47,44        | 11 733      | 64,09       |  |
|             | Michel Brutti               | FN          | 6 071        | 30,75        | 6 575       | 35,91       |  |
|             | Philippe Pellegrini         | FG (PCF)    | 1 482        | 7,52         |             |             |  |
|             | Chaama Graillat             | PS          | 1 281        | 6,49         |             |             |  |
|             | Christine Beyl              | AEI         | 826          | 4,18         |             |             |  |
|             | Romane Raiberti-Ingigliardi | SE          | 462          | 2,34         |             |             |  |
|             | Nicolas Rousseaux           | GR          | 249          | 1,26         |             |             |  |
|             | Pascal Reva                 | SE          | 5            | 0,03         |             |             |  |
|             |                             |             |              |              |             |             |  |
| Inscrits    | Inscrits                    | Inscrits    | 88 081       | 100,00       | 88 082      | 100,00      |  |
| Abstentions | Abstentions                 | Abstentions | 67 528       | 76,67        | 68 176      | 77,40       |  |
| Votants     | Votants                     | Votants     | 20 553       | 23,33        | 19 906      | 22,60       |  |
| Blancs      | Blancs                      | Blancs      | 462          | 2,25         | 934         | 4,69        |  |
| Nuls        | Nuls                        | Nuls        | 348          | 1,69         | 664         | 3,33        |  |
| Exprimés    | Exprimés                    | Exprimés    | 19 743       | 96,05        | 18 308      | 91,97       |  |

### Troisième circonscription de l'Ain
Une élection législative partielle a lieu les 5 et 12 juin 2016 pour remplacer Étienne Blanc, démissionnaire en raison de son élection à la vice-présidence de la région Auvergne-Rhône-Alpes le 10 mars 2016.
| Candidat    | Candidat                 | Parti       | Premier tour | Premier tour | Second tour | Second tour |
| Candidat    | Candidat                 | Parti       | Voix         | %            | Voix        | %           |
| ----------- | ------------------------ | ----------- | ------------ | ------------ | ----------- | ----------- |
|             | Stéphanie Pernod-Beaudon | LR          | 4 456        | 28,23        | 10 472      | 73,32       |
|             | Gaétan Noblet            | FN          | 2 645        | 16,75        | 3 811       | 26,68       |
|             | Olivier de Seyssel       | UDI         | 2 465        | 15,61        |             |             |
|             | Denis Linglin            | PS          | 2 091        | 13,24        |             |             |
|             | Jean Mercier             | EELV        | 1 681        | 10,65        |             |             |
|             | Olga Givernet            | DVG         | 1 586        | 10,05        |             |             |
|             | Jean-Sébastien Bloch     | FG          | 862          | 5,46         |             |             |
| Inscrits    | Inscrits                 | Inscrits    | 72 992       | 100,00       | 73 292      | 100,00      |
| Abstentions | Abstentions              | Abstentions | 56 710       | 77,69        | 57 255      | 78,12       |
| Votants     | Votants                  | Votants     | 16 282       | 22,31        | 16 037      | 21,88       |
| Blancs      | Blancs                   | Blancs      | 363          | 2,23         | 1 277       | 7,96        |
| Nuls        | Nuls                     | Nuls        | 133          | 0,82         | 477         | 2,97        |
| Exprimés    | Exprimés                 | Exprimés    | 15 786       | 96,95        | 14 283      | 89,06       |